# Luke Graham
James Grady Johnson (Union Point, 5 de fevereiro de 1940—Minneapolis, 23 de junho de 2006) foi um lutador de luta livre profissional estadunidense. Mais conhecido como "Crazy" Luke Graham", Johnson interpretava um membro insano da facção da família Graham, grupo vilanesco fundado pelo lutador Dr. Jerry Graham formado por membros fictícios da família homônima. Johnson conquistou títulos em diversas promoções, majoritariamente como parte de duplas. Com Tarzan Tyler, foi o primeiro Campeão Mundial de Duplas da WWWF (hoje, WWE).

## Na luta profissional
- Alcunhas
  - "Crazy"[3] ("Louco")

## Títulos e prêmios
- Central States Wrestling
  - NWA Central States Heavyweight Championship (1 vez)[6]

- Georgia Championship Wrestling
  - NWA Georgia Television Championship (1 vez)[7]
  - NWA Georgia Southeastern Tag Team Championship (1 vez)[8] — com Al Galento
  - NWA Macon Tag Team Championship (1 vez)[9]  — com Moondog Mayne

- Mid-Pacific Promotions
  - NWA Hawaii Heavyweight Championship (1 vez)[10]
  - NWA Hawaii Tag Team Championship (1 vez)[11] — com Ripper Collins

- National Wrestling Federation
  - NWF World Tag Team Championship (1 vez)[12] — com Waldo von Erich

- NWA Detroit
  - NWA World Tag Team Championship (versão de Detroit) (1 vez)[13] — com Ripper Collins

- NWA Mid-America
  - NWA Mid-America Heavyweight Championship (2 vezes)[14]
  - NWA World Tag Team Championship (versão da Mid-America) (1 vez)[15] — com Karl Von Brauner
  - NWA Alabama Tag Team Championship (1 vez)[16] — com Ripper Collins

- Southeast Championship Wrestling
  - NWA Tennessee Tag Team Championship (1 vez)[17] — com Ripper Collins

- Stampede Wrestling
  - NWA International Tag Team Championship (versão de Calgary) (1 vez)[18] — com Jim Wright

- World Wide Wrestling Federation
  - WWWF International Tag Team Championship (1 vez)[19] — com Tarzan Tyler
  - WWWF United States Tag Team Championship (1 vez)[20] — com Dr. Jerry Graham
  - WWWF World Tag Team Championship (1 vez)[21] — com Tarzan Tyler

- World Wrestling Council
  - WWC Caribbean Heavyweight Championship (1 vez)[22]
  - WWC North American Tag Team Championship (2 vezes)[23] — com Gorgeous George, Jr. (1) e Bulldog Brower (1)

- Worldwide Wrestling Associates
  - WWA World Heavyweight Championship (1 vez)[24]
  - WWA World Tag Team Championship (1 vez)[25] — com Gorilla Monsoon